# 宇喜多松庵
宇喜多 松庵（うきた しょうあん、生年不詳 - 明治26年（1893年）5月1日）は、幕末の画家。宇喜多一蕙の子。諱は可成。
京都に生まれ、父とともに尊皇攘夷を志し、嘉永6年（1853年）ペリーが来航すると、父の意を受けて長州藩に仕える。安政元年（1854年）攘夷のため、江戸湾沿岸の防備絵図を作成している。後に上洛して公家と交流して時勢を論じるが、安政5年（1858年）安政の大獄に連座。父とともに捕えられて江戸の大聖寺藩邸に送られ、間もなく投獄される。翌安政6年（1859年）所払刑となった。
墓所は京都府京都市華光寺。